# Coupe de Tunisie de football 1946-1947
Navigation
Coupe de Tunisie 1945-1946 Coupe de Tunisie 1947-1948
La Coupe de Tunisie de football 1946-1947 est la 19e édition de la coupe de Tunisie. Elle est organisée par la Ligue de Tunisie de football. Cette saison est marquée par la reprise du championnat après une longue interruption et par l'organisation, pour la première fois, des compétitions au niveau national. Le  Club sportif de Hammam Lif, soutenu par le prince Salah Eddine Bey, réussit l'exploit de remporter la coupe de Tunisie tout en évoluant en cinquième division du championnat.

## Résultats

### Huitièmes de finale
| Équipe 1                       | Équipe 2                       | Score 90'        |
| Espérance sportive             | Métlaoui Sport                 | 9 - 1            |
| Patrie Football Club bizertin  | Olympique de Tunis             | 1 - 0            |
| Club sportif de Hammam Lif     | Avenir musulman                | 2 - 1            |
| Club athlétique de La Marsa    | Jeunesse sportive de Beau Site | 0 - 0 puis 5 - 0 |
| Association sportive française | Patriote de Sousse             | 4 - 1            |
| Club africain                  | Union sportive tunisienne      | 3 - 0            |
| Sfax railway sport             | Jeunesse sportive kairouanaise | 5 - 0            |
| Union sportive béjoise         | Étoile sportive du Sahel       | 2 - 1            |

### Quarts de finale
| Équipe 1                   | Équipe 2                       | Score 90' |
| Union sportive béjoise     | Patrie Football Club bizertin  | 5 - 1     |
| Espérance sportive         | Club athlétique de La Marsa    | 2 - 0     |
| Club sportif de Hammam Lif | Sfax railway sport             | 3 - 0     |
| Club africain              | Association sportive française | 4 - 2     |

### Demi-finales
| Équipe 1                   | Équipe 2               | Score 90' |
| Club sportif de Hammam Lif | Union sportive béjoise | 2 - 1     |
| Espérance sportive         | Club africain          | 1 - 0     |

### Finale
| Date       | Équipe 1                   | Équipe 2           | Score 90' |
| 4 mai 1947 | Club sportif de Hammam Lif | Espérance sportive | 2 - 1     |

Les buts de la finale sont marqués par Hamadi Klouz et Mejri Henia (CSHL), ainsi que Taïeb Belhaj Ali (EST).